# Kala (cràter)
Kala és un cràter d'impacte en el planeta Venus de 17,4 km de diàmetre. Porta el nom d'un antropònim koriak, i el seu nom va ser aprovat per la Unió Astronòmica Internacional el 1994.